# Katrin Mattscherodt
Katrin Mattscherodt (Berlino, 26 ottobre 1981) è un'ex pattinatrice di velocità su ghiaccio tedesca.

## Palmarès

### Olimpiadi
- Oro a Vancouver 2010 nell'inseguimento a squadre.